# Яковлевка (Баймакский район)
Яковлевка — микрорайон в селе Ургаза Баймакского района Республики Башкортостан Российской Федерации. До 1960 года — посёлок-спутник Центральной усадьбы Зилаирского зерносовхоза Баймакского района БАССР. Также Яковлевка в 1991—2004 годах — наименование ныне существующего села Ургаза.

## География
Населённый пункт расположен на берегу р. Большая Уртазымка (башкирское название — Ургаза), в 53 км от г. Баймак и 51 км к югу от г. Сибай.

## История
Основан в 1910 г. как хутор Старо-Яковлевский. Среди первопоселенцев: крестьянские семьи хутора Яковлевского Оренбургского уезда Оренбургской губернии (ныне село Яковлевка Надеждинского сельсовета Саракташского района Оренбургской области), по национальности — мордва-эрзя, по вероисповеданию — старообрядцы Арцибасовы, Глазовы, Горьковы, Деревяшкины, Евдокимовыми, Захаровы, Кожаевы, Сульдины, Палычковы и другими. Земельный участок для хутора был арендован у башкир-вотчинников деревни Чингизово 1-й Бурзянской волости Орского уезда Оренбургской губернии и передан во владение д. Чингизово постановлением Оренбургской межевой комиссии от 7 августа 1908 г. из отрубного участка д. Баишево 1-й Бурзянской волости Орского уезда Оренбургской губернии.
В 1920—1921 гг., в связи с активной деятельностью хуторян по поимке одного из лидеров повстанческого движения на юго-востоке Башкирии Хажиахмета Унасова, обострились земельные отношения с коренным башкирским населением, хутор Старо-Яковлевский был покинут жителями.
По распоряжению Баймак-Таналыкского РК ВКП(б) от 31 марта 1933 г., все жители-единоличники населённого пункта были выселены в район Блявинского рудника Средне-Волжского края (ныне г. Медногорск Оренбургской области).

### Административно-территориальная принадлежность
В 1910—1917 гг. хутор в составе Бурзян-Таналыкской волости Орского уезда Оренбургской губернии. В 1918 г. — 20 марта 1919 г. — центр Яковлевского селькома (сельсовета) Свободной волости Бурзяно-Тангауровского кантона Малой Башкирии, 20 марта 1919 г. — 1921 г. — центр Яковлевского селькома (сельсовета) Свободной волости Бурзян-Тангауровского кантона Автономной Советской Башкирской Республики.
В 1924 г. хутор возродился под названием Ново-Яковлевский и с 1924 г. по сентябрь 1926 г., с 1927 г. по 20 августа 1930 г. — в составе, а с сентября 1926 г. — по 1927 г. — центр Янгазинского сельсовета Тангауровской волости Зилаирского кантона БАССР. С 20 августа 1930 г. по 20 сентября 1933 г. — в составе Баймурзинского сельсовета Баймак-Таналыкского района БАССР.
В 1933—1960 гг. Яковлевка имела статус посёлка-спутника Центральной усадьбы Зилаирского зерносовхоза Баймакского района БАССР, в 1960—1991 гг. — в составе Центральной усадьбы Зилаирского зерносовхоза Баймакского района БАССР. В 1991—2004 гг. вся Центральная усадьба стала именоваться Яковлевкой.

## Население

### Историческая численность населения
В апреле 1917 г. в хуторе зафиксировано 90 дворов, в 1917 г. — 444 чел. (по национальности — мордва) в 70 дворах, в 1920 г. — 39 дворов 171 (68 мужчин, 103 женщины), в июне 1921 г. — 67 дворов, в сентябре 1925 г. — 87 в 21 дворах, в 1925 г. — 140, в 1926 г. — 142, в 1928 г. — 216, в 1929 г. — 260, в октябре 1930 г. — 198 в 38 дворах (единоличники — 98 в 21 дворах); в 1930 г. — 287, в 1933 г. — 198, в 1939 г. — 290.

## Инфраструктура
В 1911—1917 гг. — существовали Уртазымские угольные копи. На их базе в 1925—1934 гг. функционировала Ново-Яковлевская разведка по добыче каменного угля и глины для нужд Баймакского медеплавильного завода. В 1928—1933 гг. — в составе сельскохозяйственной артели имени Калинина (населённые пункты Калининский, Ново-Яковлевский и Сызранский). В октябре 1930 г. для жителей посёлка Ново-Яковлевского были отведены 1247,14 га пахотоспособной земли, 379,85 га — выгонной, а неудобной земли составила 285,73 га.

## Транспорт
Проходит региональная автодорога межмуниципального значения 80Н-044 Сибай — Акъяр.